# Bitwa pod Zasławiem (1491)
Bitwa pod Zasławiem – bitwa stoczona 25 stycznia 1491 pod Zasławiem na Wołyniu. Wojska koronne kasztelana lwowskiego Mikołaja z Chodcza i kniazia Semena Jurewicza Holszańskiego, rozgromiły tam czambuł tatarski.